# 소금 (가수)
권소희(1994년 3월 8일~)는 예명 소금(sogumm)으로 더 잘 알려진 대한민국의 싱어송라이터이다. 2019년에 음반 Not My Fault와 Sobrightttttttt을 발매해 평단의 호평을 받았다. 같은 해에 《사인히어》에 출연하여 우승을 차지했고, AOMG와 계약했다. 2020년에 한국대중음악상 올해의 신인을 수상했고, 2021년에 두 번째 정규 음반 Precious를 발매했다.

## 생애
권소희는 1994년 3월 8일에 대전광역시에서 태어났다. 초등학교 5학년 때 중국에서 살아서 외국 음악을 들었고, 마이클 잭슨을 접한 후 음악에 관심을 가졌다. 고등학생 때 음악을 시작했으나, 23살 때 서울로 이사 간 후 진심으로 노래를 만들기 시작했다. OST 제작사에서 근무하다가 ‘내가 하고 싶은 음악을 못 하는구나’라는 생각에 2017년에 퇴사했다. 사운드클라우드에 노래를 올리기 시작했고, 나중에 바밍타이거에 합류했다.
예명을 "소금"으로 지은 이유는 그것이 중학생 때 별명이었기 때문이다.

## 경력
소금은 2018년에 래퍼 티놈과 함께 데뷔 싱글 "Suicide"를 발매했다. 2019년 9월에 음악 프로듀서 드레스와 합작 음반 Not My Fault를, 10월에 데뷔 정규 음반 Sobrightttttttt를 발매했다. 두 음반 모두 평론가들의 호평을 받았다. 11월에 <사인히어>에 출연해 우승을 차지했고, AOMG와 계약했다. 2020년에 한국대중음악상 올해의 신인을 수상했다. 2021년에 2번째 정규 음반 Precious를 발매했고, 이는 평론가들의 호평을 받았다. 2023년에 계약 종료로 AOMG를 떠났다.

## 예술성
소금은 독특한 창법으로 잘 알려져 있다. <한겨레>에 따르면, "싱잉랩에 가까울 정도로 힘을 빼고 읊조린다. 발음을 뭉개고 엇박자를 타는 바람에 술 취하거나 졸린 상태로 부른 것 같은 느낌도 준다." 가사 면에서 <밴드왜건>은 그의 "직설적이고 생생한 스토리텔링"을 칭찬했다.
그는 자신의 음악을 "결핍"이라고 설명하는데, 이는 삶의 결핍에서 오는 감정을 표현하고 자신의 음악에서 결핍을 통해 성장하려는 자신의 신념을 표현하기 때문이다. 장르 면에서는 얼터니티브 팝이라고 설명한다. 비욘세와 앨리샤 키스 등 여성 R&B 가수들에게 많은 영향을 받았다. 자신의 일상, 사랑, 자연에서 주로 영감을 받는다.

## 음반 목록

### 정규 음반
| 제목            | 상세                                                                    |
| --------------- | ----------------------------------------------------------------------- |
| Sobrightttttttt | - 발매일: 2019년 10월 21일 - 레이블: 바밍타이거 - 형식: 디지털 다운로드 |
| Precious        | - 발매일: 2021년 10월 22일 - 레이블: AOMG - 형식: CD, 디지털 다운로드   |

### 합작 음반
| 제목                       | 상세                                                                                  | 최고 차트 순위 |
| 제목                       | 상세                                                                                  | KOR            |
| -------------------------- | ------------------------------------------------------------------------------------- | -------------- |
| Not My Fault (with 드레스) | - 발매일: 2019년 9월 27일 - 레이블: 하이라인 엔터테인먼트 - 형식: CD, 디지털 다운로드 | 65             |

### 싱글
| 제목                                                | 연도 | 음반                     |
| --------------------------------------------------- | ---- | ------------------------ |
| "Suicide" (with 티놈)                               | 2018 | 비음반 싱글              |
| "사랑해줘 Remix" (with 염따)                        | 2019 | 비음반 싱글              |
| "이 비가 그치면 만나" (with DJ 웨건 featuring 후디) | 2019 | 비음반 싱글              |
| "큰 꿈" (featuring pH-1)                            | 2019 | 사인히어                 |
| "어쩌나" (featuring 짱유)                           | 2019 | 사인히어                 |
| "편지" (featuring 사이먼 도미닉)                    | 2019 | 사인히어                 |
| "내 입맛" (with 드레스 featuring 지코)              | 2020 | 비음반 싱글              |
| "Selfish" (with 제이슨 리, 니티 그리티, 카쿠)       | 2020 | 비음반 싱글              |
| "야유회" (with 오혁)                                | 2020 | 비음반 싱글              |
| "Run"                                               | 2020 | 나의 위험한 아내         |
| "위로" (featuring 10cm)                             | 2020 | 비음반 싱글              |
| "Imagine" (with DJ 웨건 featuring 후디)             | 2021 | 비음반 싱글              |
| "Sorry" (with 드레스 featuring 노이즈캣)            | 2021 | 비음반 싱글              |
| "뱃노래"                                            | 2021 | Feel the Rhythm of Korea |
| "치열" (with 코드 쿤스트, 이찬혁, 콜드)             | 2021 | 비음반 싱글              |
| "소금비" (with 임금비)                              | 2022 | 비음반 싱글              |
| "사랑해" (featuring 실리카 겔)                      | 2023 | 비음반 싱글              |

## 출연 작품

### TV
| 연도 | 제목       | 역할          | 각주  |
| ---- | ---------- | ------------- | ----- |
| 2019 | <사인히어> | 참가자 (우승) | [ 7 ] |

## 수상 및 후보
| 시상식           | 연도 | 후보            | 부문                 | 결과 | 각주   |
| ---------------- | ---- | --------------- | -------------------- | ---- | ------ |
| 한국대중음악상   | 2020 | 본인            | 올해의 신인          | 수상 | [ 8 ]  |
| 한국대중음악상   | 2020 | Not My Fault    | 최우수 R&B 음반      | 후보 | [ 17 ] |
| 한국대중음악상   | 2020 | Sobrightttttttt | 최우수 R&B 음반      | 후보 | [ 18 ] |
| 한국대중음악상   | 2022 | Precious        | 최우수 R&B 음반      | 후보 | [ 19 ] |
| 한국 힙합 어워즈 | 2020 | 본인            | 올해의 신인 아티스트 | 후보 | [ 20 ] |
| 한국 힙합 어워즈 | 2020 | Not My Fault    | 올해의 알앤비 앨범   | 후보 | [ 20 ] |
| 한국 힙합 어워즈 | 2020 | Sobrightttttttt | 올해의 알앤비 앨범   | 후보 | [ 20 ] |
| 한국 힙합 어워즈 | 2020 | "궁금해"        | 올해의 알앤비 트랙   | 후보 | [ 20 ] |